# 杰莫环礁
杰莫环礁是位於太平洋的島嶼，呈橢圓形，屬於拉塔克礁鏈的一部分，由馬紹爾群島管轄，位於利基普環礁東北，總土地面積0.16平方公里。

## 外部連結
- Marshall Islands site （页面存档备份，存于）
- Oceandots entry for Jemo Island （页面存档备份，存于）